# 赤坂マリア
赤坂 マリア（あかさか まりあ、1970年2月27日 - ）は、日本の政治家、実業家。トランスジェンダーを公表して2019年の京都府亀岡市議会議員選挙に立候補し、トップ当選を果たした。

## 来歴
大阪府高槻市出身。子供のころから男性であることに違和感を覚えていたという。バンドをやっていた高校時代は女子生徒の人気を集めたが、同級生の男子に憧れていることに気づき、内面は女性だと確信した。
土建業を経て、飲食業界で多忙を極めていた27歳の頃、居眠り運転で自動車事故を起こした。3日間にわたって意識を失う重傷を負い、この事故がきっかけとなり性別適合手術を受けた。
OSK日本歌劇団出身のプロにダンスを習い、大阪市淀川区西中島のショーハウスで活躍。男女問わず、ファンの人気を集めた。ショーハウスの経営者としてディナーショーなどの構成や演出までこなした。2009年（平成21年）に祖父母の介護のため京都府亀岡市に移住。2013年（平成25年）からサービス付きの高齢者向け住宅を経営する。
2018年（平成30年）、介護の経験から「高齢者が楽しめるまちに変えたい」と翌年の亀岡市議会議員選挙への立候補を決意。市選挙管理委員会は戸籍に基づき、候補の性別を公表することを知り、悩んだ末、同年10月、家庭裁判所にて女性への性別変更を行った。
2019年（平成31年）1月27日執行の亀岡市議会議員選挙に無所属で立候補し、トップ当選を果たした。当選後、「性で悩み、苦しむ人のバリケードに」と語った。市議会では会派「緑風会」に所属。
2020年（令和2年）6月16日、市議会定例会の一般質問で、「亀岡でも私のところに相談に来る人が多い」と性的少数者の現状を説明した上で、同性カップルが婚姻と同等の扱いを受けられる「パートナーシップ宣誓制度」の導入予定の有無を質問。桂川孝裕市長は「同年度中に導入する」と答弁した。同制度は2021年（令和3年）3月1日に実施された。
2023年京都府議会議員選挙に亀岡市選挙区より自らが結成した政治団体「ニュースタイルかめおか党」より出馬するも次点で落選。